# 教理
教理，又譯為教義、信理，是一種宗教上的教導，歸結了某個宗教的信仰體系中的基礎原理，主要使用於基督教。在某些方面，與教條是同義詞，但根據教派的解釋而有所不同。研究教理的神學分支，稱為「信理神學」或「教義學」。
天主教會傳統認為，教條是一種經過正式會議肯定過的信仰內容，而教理（doctrina）只是由教會或是某個導師，根據教條進一步歸結出的非正式信仰原理，可以作為教育信徒之用，但是具備較低的權威性。但是這個定義不一定適用於新教各教會。

## 歷史
教理這個名詞由天主教會介紹進入漢語圈。
英語：，在《欽定版聖經》（King James Bible）中，對應到拉丁語：這個名詞，被用來指基督的教導、宗教及道德上的教導，被譯為教理，教義，道理，教訓，或訓誨。但是對應到希臘文新約，拉丁語：可以對應到不同的希臘文名詞，如在《提摩太前書》中，doctrina對應到古希臘語：（didaskalia），其字義為教訓；但在《提摩太後書》，古希臘語：也被譯為doctrina。

## 不同教派的定義

### 天主教
天主教會中，以信理部負責教會的教理編寫及整理。
天主教會將教會主要的教理，編寫為教義問答，其中包括聖座頒布的《天主教教理》，該書在天主教會的宗教教育上具有權威性的地位。
關於研究教理的神學分支，稱為信理神學，亦稱為教義學。

### 新教
系統神學中，將基督的所有教導，教會的各項學說，都統稱為教理（dogma）。在教理中，最基礎的部份，稱為教義（doctrine）。

## 外部連結
- 天主教教理